# Curtara divisa
Curtara divisa är en insektsart som beskrevs av Delong 1980. Curtara divisa ingår i släktet Curtara och familjen dvärgstritar. Inga underarter finns listade i Catalogue of Life.